# Кафрин
Кафрин (фр. Kaffrine) — місто в центральній частині Сенегалу, адміністративний центр однойменних області та департаменту.

## Географія
Місто розташоване в південно-західній частині області, на відстані приблизно 215 кілометрів на схід-південний схід (ESE) від столиці країни Дакару. Абсолютна висота — 16 метрів над рівнем моря.

## Населення
За даними перепису 2002 року чисельність населення міста становила 25 768 осіб.
.

## Економіка
Основу економіки міста складає вирощування арахісу.

## Транспорт
Через місто проходить автомагістраль N1, що з'єднує міста Каолак та Тамбакунда. Найближчий аеропорт розташований в місті Каолак.